# Sarah Franke
Sarah Franke (* 1985 in München) ist eine deutsche Schauspielerin und Hörspielsprecherin.

## Leben
Sarah Franke studierte ab 2006 Schauspiel an der Folkwang Universität der Künste in Essen. Noch bevor sie 2010 ihren Abschluss machte, war sie regelmäßig am Schauspielhaus Bochum zu sehen, so etwa in 2008 in Heinrich von Kleists Penthesilea in der Regie von Lisa Nielebock. 2009 gastierte sie in William Shakespeares Der Kaufmann von Venedig in der Regie von Armin Petras am Maxim-Gorki-Theater Berlin.
Zwischen 2010 und 2013 war sie festes Ensemblemitglied am Centraltheater Leipzig. Dort arbeitete sie vermehrt mit Sebastian Hartmann und Sascha Hawemann zusammen.
2013 engagierte sie Lars-Ole Walburg an das Schauspiel Hannovers wo sie für u. a. Die französische Revolution. Born to Die in der Regie von Tom Kühnel und Heaven (zu tristan) von Fritz Kater in der Regie von Sascha Hawemann auf der Bühne stand. Mit dem Intendanzwechsel zur Spielzeit 2019/20 endete Frankes Engagement.
Nachdem die Volksbühne am Rosa-Luxemburg-Platz in Berlin zur Spielzeit 2019/20 künstlerisch neu besetzt wurde, holte der neue Schauspieldirektor Thorleifur Örn Arnarsson, der bereits in Hannover mit Franke in Die Edda zusammengearbeitet hat, nicht nur Franke ins neue Ensemble, sondern auch ihre Schauspielkollegen Katja Gaudard, Vanessa Loibl und Daniel Nerlich, mit denen sie schon in Hannover im Ensemble war. Mit Übernahme der Volksbühne von René Pollesch zur Spielzeit 2021/22 endete Frankes Zeit an der Bühne. Seither ist sie freischaffende Schauspielerin und arbeitet als Gast am Schauspiel Stuttgart. Im Juni 2025 wurde bekanntgegeben, dass sie ab der Spielzeit 2026/27 als Nachfolgerin von Patricia Nickel-Dönicke die Position der Schauspieldirektorin am Staatstheater Kassel übernehmen soll.
Neben ihrer Tätigkeit auf der Bühne steht Franke auch vor der Kamera und ist als Hörspielsprecherin tätig.
Franke lebt in Berlin.

## Hörspiele (Auswahl)
- 2018: Jakob Weingartner: Fantasie heilt Trauma. Der Geschichtenerzähler von Buenos Aires (Sprecherin) – Regie: Jakob Weingartner (Feature – NDR/WDR)[13]
- 2018: Helgard Haug, Thilo Guschas: Dem Himmel so nah-ost! Ein akustisches Himmelfahrtskommando (Sprecherin) – Regie: Helgard Haug (Feature – NDR/SWR)[14]

## Auszeichnungen
- 2011: Weiter so! Förderpreis als beste Nachwuchsschauspielerin[16]